# Siemierenki
Siemierenki (biał. Семярэнкі; ros. Семеренки) – wieś na Białorusi, w obwodzie grodzieńskim, w rejonie mostowskim, w sielsowiecie Gudziewicze.
Należały do ekonomii grodzieńskiej. W dwudziestoleciu międzywojennym wieś i folwark leżał w Polsce, w województwie białostockim, w powiecie grodzieńskim, w gminie Gudziewicze.
Według Powszechnego Spisu Ludności z 1921 roku:
- wieś zamieszkiwało 162 osoby, 1 była wyznania rzymskokatolickiego a 161 prawosławnego. Jednocześnie 149 mieszkańców zadeklarowało polską przynależność narodową a 13 białoruską. Było tu 31 budynków mieszkalnych

- ówczesny folwark zamieszkiwało 47 osób, 37 było wyznania rzymskokatolickiego, 3 prawosławnego a 7 mojżeszowego. Wszyscy mieszkańcy zadeklarowali polską przynależność narodową. Było tu 6 budynków mieszkalnych[3].

Miejscowość należała do parafii rzymskokatolickiej w Obrębszczyźnie i parafii prawosławnej w Gudziewiczach.
Podlegała pod Sąd Grodzki w Indurze i Okręgowy w Grodnie; właściwy urząd pocztowy mieścił się w Gudziewiczach.